# Дос-Кратерес
Дос-Кратерес (ісп. Dos Crateres) — малодосліджений вулкан у Чилі, що має дві споруди. Вік приблизно 7,9±0,5 млн. млн. років.